# Франсоа Анри де Монморенси, војвода од Луксембурга
Франсоа Анри де Монморенси, војвода од Луксембурга (фр. François-Henri de Montmorency-Bouteville) зван де Луксембург или маршал Луксембург (8. јануар 1628 — 4. јануар 1695) је био француски генерал, маршал Француске и чувен као пријатељ и наследник великог Кондеа.

## Ране године
Војвода од Луксембурга је рођен у Паризу. Отац му је био гроф од Моренсија-Бутвила, а шест месеци пре његова рођења отац му је убијен након учествовања у двобоју са маркизом Бевроном. Тетка Шарлота Монморенси, принцеза од Конде је преузела бригу о образовању младог Франсоа. Заједно га је образовала са својим сином чувеним великом Кондеом. Млади Франсоа је заједно са својим старијим рођаком великим Кондеом учествовао у борбама за време Фронде. Вратио се у Француску 1659. Конде је био подоста заслужан за венчање Франсоа са Мадленом де Луксембург-Пини, која је била наследница војводства од Луксембурга. Након венчања Франсоа де Монморенси је постао војвода од Луксембурга.

## Деволуциони рат и Француско-холандски рат
На почетку Деволуционог рата (1667—1668) Конде и Луксембург нису били команданти, али током другог похода Конде је био командант, а војвода од Луксембурга је био његов генерал за време освајање Франш-Комтеа. За време периода мира Луксембург је био миљеник маркиза од Лувоаза, па је 1672. командовао у бици против Холанђана. Победио је Вилијама III Оранског код Вордена и харао је Холандијом. Током 1673. извршио је повлачење из Утрехта у Мастрихт са само 20.000 војника пред противничком војском од 70.000 војника.
Током 1674. постао је командант краљеве гарде, а 1675. маршал Француске. Постављен је 1676. на чело рајнске армије, којаније успела да задржи војводу од Лорене ван Филипсбурга. Победио је 1678. Вилијама III Оранског, у бици код Сен Денија. Вилијам је нападао Сен Дени након потписивања мира. Након разних успеха имао је велики углед. Наводно се свадио са маркизом од Лувоаза, који је успео да и Луксембург буде један од оптужених у афери отрова. Луксембург је провео неколико месеци 1680. у Бастиљи. Након пуштања из затвора поново је у краљевој гарди.

## Рат Велике алијансе
До 1690. за време Рата Велике алијансе Луксембург је добио команду над француском војском у Шпанској Низоземској. Остварио је велику победу 1. јула 1690. у бици код Флера. Противничком војском је командовао Џорџ Фридрих од Валдека. Поново је победио 18. септембра 1691. у бици код Лојза. У следећем походу покривао је краљеву опсаду Намура и победио је Вилијама III Оранског у бици код Стинкерка 1692. Највећу победу над Вилијамом остварио је 29. јула 1693. у бици код Ландена (Нервиндена). После те битке су га називали таписер Нотре Даме због толико великог броја заробљених застава, које је послао у катедралу Нотре Даме. Био је дочекан великим одушевљењем у Паризу. Сви су га одушевљено дочекали, сем краља, који је на њега хладно гледао као на рођака и савезника од великог Кондеа.
За време похода 1694. Луксембург је учинио јако мало у Фландрији, па је кренуо на марш од Вињамона до Турнеја да би се суочио са непријатељем.

## Смрт
На повратку у Версај била је зима и војвода од Луксембурга се разболио. У последњим тренуцима живота крај њега је био језуита Бурдалу, коме је рекао: 
Ја нисам живео његов живот, али ја бих желео његову смрт

Мислио је притом на великог Кондеа. Показао се као највећи Кондеов ученик. У тренуцима похода имао је инспирација, којима противничка војска није имала лека. Период његове смрти и Катине означава један период војне историје. Иако су Катина и војвода од Луксембурга били испод нивоа Кондеа и Тирена, али су били много бољи од команданата, који су касније предводили француску војску попут војводе од Вилроа и војводе од Талара. Био је познат и по духовитости. Вилијам III Орански је једном рекао 
Никако да победим тога проклетог грбавца.
 Мислио је на деформацију, коју је Луксембург имао на леђима. Луксембург је одговорио:
Како зна да имам грбу. Он никад није видео моја леђа.